# Hexelasma fosteri
Hexelasma fosteri är en kräftdjursart som beskrevs av William A. Newman och Arnold Ross 1971. Hexelasma fosteri ingår i släktet Hexelasma och familjen Bathylasmatidae. Inga underarter finns listade i Catalogue of Life.